# Milan-San Remo 1969

L'édition 1969, la 60e de la course cycliste Milan-San Remo s'est déroulée le 19 mars 1969. Elle a été remportée en solitaire par Eddy Merckx. 

## Classement final
|    | Cycliste               | Équipe                     | Temps           |
| -- | ---------------------- | -------------------------- | --------------- |
| 1  | Eddy Merckx            | Faema                      | 6 h 37 min 56 s |
| 2  | Roger De Vlaeminck     | Flandria-De Clerck-Krueger | + 12 s          |
| 3  | Marino Basso           | Molteni                    | + 12 s          |
| 4  | Dino Zandegù           | Salvarani                  | + 12 s          |
| 5  | Walter Godefroot       | Flandria-De Clerck-Krueger | + 12 s          |
| 6  | René Pijnen            | Willem II-Gazelle          | + 12 s          |
| 7  | Jan Janssen            | Bic                        | + 12 s          |
| 8  | Georges Van Coningsloo | Peugeot-Michelin-BP        | + 12 s          |
| 9  | Eric Leman             | Flandria-De Clerck-Krueger | + 12 s          |
| 10 | Daniel Van Rijckeghem  | Mann-Grundig               | + 12 s          |